# Metacratón del Sahara

El metacratón del Sahara y zonas adyacentes en la actualidad.

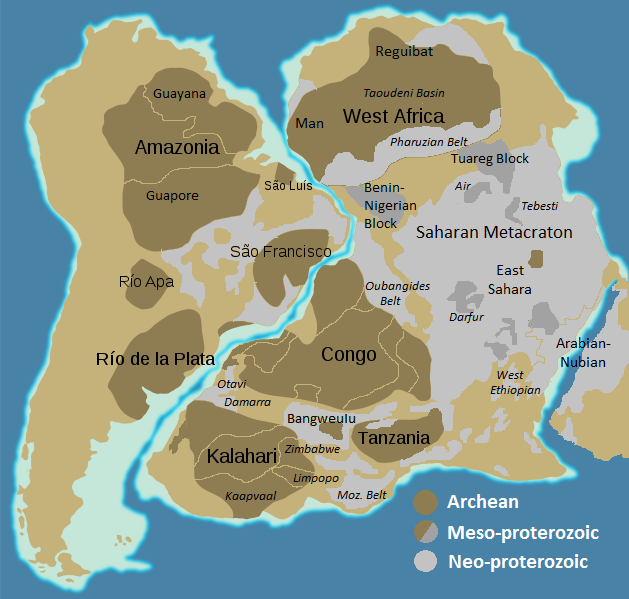
Cratones del occidente de Gondwana, donde se aprecia el metacratón del Sahara.

El metacratón del Sahara es un término empleado por algunos geólogos para designar una amplia zona de la corteza continental de la parte central del norte de África. Mientras que el término cratón designa una parte antigua y estable de la litosfera, el término metacratón designa un cratón que ha sido afectado por un acontecimiento orogénico, pero cuyas características originales no son todavía identificables. La geología de África ha sido parcialmente estudiada y se han usado otros nombres para describir la zona, cada uno a partir de distintos puntos de vista en cuanto a su naturaleza y extensión. Se encuentran el cratón del Nilo, el cratón del Sahara-Congo, el cratón del Sahara oriental y el cratón fantasma del Sahara central. Este último término refleja el hecho de que las rocas más antiguas están casi completamente recubiertas de sedimentos y arena del desierto, lo que hace su análisis geológico complicado.

## Extensión
El metacratón cubre una superficie de unos 5 millones de km². Se sitúa entre el escudo tuareg, al oeste, el cratón del Congo, al sur, el escudo árabo-nubio, y la costa norte del continente. El límite sur no está claramente definido, pero se considera que corta a lo largo el borde septentrional del cinturón orogénico del Ubangui (por el río Ubangui), al sudeste, en la República Centroafricana, y la zona de cizallamiento de Aswa (por el río Achwa o Aswa, en Sudán del Sur y Uganda), más al este. Subyace entre el sur de Egipto y Libia, el norte de Kenia, de Uganda y de la República Democrática del Congo, la República Centroafricana, Camerún y el este de Nigeria y Chad.

## Cronología
El cratón se formó, sin duda, durante un periodo de crecimiento de corteza acelerado hace entre 2000 y 3000 millones de años. Las rocas más antiguas de Egipto datan de alrededor de 2700 millones de años. Las del sur de Libia y el este de Chad, de entre 2900 y 2600 millones de años. Algunos geólogos sitúan un periodo de fracturación de entre 1200 y 950 millones de años.
La orogénesis panafricana ha visto reorganizarse completamente los cratones que formaban el supercontinente Rodinia, para formar el nuevo supercontinente llamado Gondwana. El océano Farusia, que separaba el cratón de África Occidental del cratón del Sahara hace 800 millones de años, comenzó a cerrarse hace 730 millones de años, y hará unos 635 millones de años ambos cratones entraron en colisión, causando una gran reestructuración del subsuelo del cratón del Sahara. Este último pudo ser desestructurado durante el periodo de orogenia panafricana. Hace 500 millones de años, se uniría al cratón del Congo durante la fase final de formación de Gondwana. Gondwana se partió, pero la placa africana continuó intacta.
Una teoría distinta de la evolución de la zona considera el cratón del Nilo en el sur de Libia y el este de Chad como una extensión del cratón del Congo, que permaneció intacto durante la rotura de Rodinia hace entre 1000 y 700 millones de años, y durante la consiguiente orogenia panafricana. En este escenario, un fragmento del cratón se encontraría en el macizo de Ahaggar (Hoggar) que data de finales del proterozoico, un llamado cratón sahariano oriental que se uniría al cratón del Nilo durante la orogenia panafricana.
Una hipótesis simplificada sugiere la unión de bloques microcontinentales de distintos orígenes reunidos durante la origénesis panafricana.